# Sinendé
Sinendé  ist eine Stadt, ein Arrondissement und eine 2289 km2 große Kommune in Benin. Sie liegt im Département Borgou. 

## Demografie und Verwaltung
Das Arrondissement Sinendé hatte bei der Volkszählung im Mai 2013 eine Bevölkerung von 35.267 Einwohnern, davon waren 17.623 männlich und 17.644 weiblich. Die gleichnamige Kommune zählte zum selben Zeitpunkt 91.672 Einwohner, davon 45.640 männlich und 46.032 weiblich.
Die drei weiteren Arrondissements der Kommune sind Fô-Bourè, Sèkèrè und Sikki. Kumuliert umfassen alle vier Arrondissements 43 Dörfer.